# Medier i Ungern
Medier i Ungern utgörs främst av dagspress TV och radio.

## Dagspressen
Idag finns det inte så många tidningar i Ungern, runt 30 stycken men bara 10 rikstäckande. På senare år har ett flertal tidningar lagts ner och det publiceras allt färre tidningar.
Många tidningar i Ungern ägs eller har ägts av utländska medieimperier som till exempel svenska metro international. Dagens största dagspressen är tabloiden Blikk som ägs av Ringier, en schweizisk mediakoncern.
En tidigare stor dagstidning var Népszabadság och grundades 1956. Tidningen var den största upplagan i Ungern fram till 2002. De var tvungna att lägga ner 2016 på grund av ekonomiska problem.

## Televisionen och radio.
Tv ägs statligt av Magyar televízió, men det finns även andra privatägda kanaler. Magyar televísió sänder tre tv-kanaler och Magyar rádió sänder tre radiokanaler.
Ungerns enda fria radiostation Klubradio var 2012 tvingade av regeringen att stänga ner sin verksamhet.
Public service-tv finns i Ungern men det är bara runt 5 % av ungrarna som tittar på detta.

## Regler och lagstiftning
2011 infördes en medielag i Ungern som går ut på att stärka kontrollen och övervakandet av mediernas innehåll, internet inkluderat.
“Ungern har inrättat ett medieråd med medlemmar utsedda av premiärministern, som får rätt att bötfälla medier som rapporterar obalanserat eller kränker mänskliga värden. Ungerns nya medielagar reglerar bland annat balansen mellan europeiska och ungerska program och musik i offentliga medier.”
Det finns ett krav på balanserad rapportering gällande Tv och radio. Innehållet i medierna får inte vara diskriminerande eller hatiskt. En del av lagen som har fått kritik är de oproportionerliga straffåtgärder medierådet kan ge ut utan egentligt skäl. En annan del som kritiserats är “att lagen inte gör skillnad mellan tryckt media och andra former samt hotar oberoendet hos public service-media.”

## Censur och yttrandefrihet
Efter att lagen kom 2011 har pressfriheten blivit mer strikt. Detta då regeringen har fått ökad kontroll av medierna. Freedomhouse märkte 2015 Ungern med en 37:a av 100, där 100 är sämst, när det kommer till pressfriheten, vilket innebär att Ungern är delvis fritt.